# Pipa (football)
Pour les articles homonymes, voir Pipa.
Gonzalo Ávila Gordón, né le 26 janvier 1998 à Esparreguera, communément appelé Pipa, est un footballeur espagnol qui joue au poste d'arrière droit à Burgos CF, en prêt de Ludogorets Razgrad.

## Biographie

### Espanyol
Né à Esparraguera, à Catalogne, Pipa a terminé sa formation avec l'Espanyol de Barcelone, après des passages précédents au CF Damm et au FS Esparraguera.   
Le 28 mai 2018, Pipa intègre définitivement l'équipe première de la Liga avant la campagne 2018-2019. Le 2 janvier suivant, alors qu'il n'a pas encore fait ses débuts avec les Pericos, il est prêté aux membres de la Segunda División du Gimnàstic de Tarragona jusqu'en juin. 
À son retour à l'Espanyol, Pipa reçoit le maillot numéro 2 et fait ses débuts en équipe le 15 août 2019, débutant par une défaite à domicile 3-0 contre le FC Lucerne en Ligue Europa. Il fait ses débuts en Liga le 26 septembre, remplaçant Wu Lei lors d'un match nul 1 à 1 contre le RC Celta de Vigo.
Pipa se démarque le 28 novembre lors d'un nul 2-2 en phase de groupes de la Ligue Europa contre le Ferencváros TC. Titulaire au poste de milieu gauche, il délivre deux passes décisives, dont la dernière permet aux Pericos d'arracher le nul dans les arrêts de jeu et de se qualifier pour la phase finale. Souffrant de la concurrence et du changement fréquent d'entraîneurs — quatre au total durant la saison — Pipa ne parvient à s'imposer dans son club formateur et joue 7 matchs de Liga, malgré quatre titularisations durant les dernières journées de championnat. 
L'Espanyol est relégué, une première depuis 1994, à l'issue d'un exercice compliqué avec seulement trois victoires en Liga. L'avenir de Pipa, qui a seulement joué 13 matchs, est en suspens tout au long de l'été 2020.

### Huddersfield Town et après
Le 7 septembre 2020, Pipa signe au Huddersfield Town AFC jusqu'en 2023 pour un montant non révélé et échoit du numéro 2.
Le 23 juin 2022, il rejoint Olympiakos.

### En équipe nationale
Déjà convoqué avec les moins de 19 ans et les moins de 20 ans entre 2016 et 2017, Pipa est appelé par Luis de la Fuente pour disputer les deux rencontres du mois d'octobre 2019 avec les espoirs.
Pipa joue ses premières minutes avec la Rojita le 10 octobre 2019 en remplaçant son coéquipier de club Adrià Pedrosa lors d'un nul 1-1 contre l'Allemagne en amical. Titulaire pour son deuxième match près d'un an plus tard, le 3 septembre 2020, il provoque un penalty qui, transformé par Hugo Duro, offre une victoire 1-0 à l'Espagne face à la Macédoine du Nord pour le compte des éliminatoires de l'Euro 2021.

## Statistiques
| Saison                | Club                  | Championnat           | Championnat | Championnat | Championnat | Coupe nationale | Coupe nationale | Coupe nationale | Coupe de la Ligue | Coupe de la Ligue | Coupe de la Ligue | Compétition(s) continentale(s) | Compétition(s) continentale(s) | Compétition(s) continentale(s) | Compétition(s) continentale(s) | Total | Total | Total |
| Saison                | Club                  | Division              | M.          | B.          | P.d.        | M.              | B.              | P.d.            | M.                | B.                | P.d.              | Comp.                          | M.                             | B.                             | P.d.                           | M.    | B.    | P.d.  |
| 2015-2016             | Espanyol B            | SB                    | 1           | 0           | -           | -               | -               | -               | -                 | -                 | -                 | -                              | -                              | -                              | -                              | 1     | 0     | 0     |
| 2016-2017             | Espanyol B            | SB                    | 31          | 0           | -           | -               | -               | -               | -                 | -                 | -                 | -                              | -                              | -                              | -                              | 31    | 0     | 0     |
| 2017-2018             | Espanyol B            | TD                    | 27          | 4           | -           | -               | -               | -               | -                 | -                 | -                 | -                              | -                              | -                              | -                              | 27    | 4     | 0     |
| Sous-total            | Sous-total            | Sous-total            | 59          | 4           | -           | -               | -               | -               | -                 | -                 | -                 | -                              | -                              | -                              | -                              | 59    | 4     | 0     |
| 2018-2018             | Espanyol              | Liga                  | 0           | 0           | 0           | 0               | 0               | 0               | -                 | -                 | -                 | -                              | -                              | -                              | -                              | 0     | 0     | 0     |
| 2019-2020             | Espanyol              | Liga                  | 7           | 0           | 0           | 2               | 0               | 0               | -                 | -                 | -                 | C3                             | 4                              | 0                              | 3                              | 13    | 0     | 3     |
| Sous-total            | Sous-total            | Sous-total            | 7           | 0           | 0           | 2               | 0               | 0               | -                 | -                 | -                 | -                              | 4                              | 0                              | 3                              | 13    | 0     | 3     |
| 2018-2018             | Gimnàstic (prêt)      | SD                    | 18          | 0           | 0           | 0               | 0               | 0               | -                 | -                 | -                 | -                              | -                              | -                              | -                              | 18    | 0     | 0     |
| Sous-total            | Sous-total            | Sous-total            | 18          | 0           | 0           | 0               | 0               | 0               | -                 | -                 | -                 | -                              | -                              | -                              | -                              | 18    | 0     | 0     |
| 2020-2021             | Huddersfield Town     | CH                    | 37          | 2           | 4           | 3               | 0               | 0               | -                 | -                 | -                 | -                              | -                              | -                              | -                              | 40    | 2     | 4     |
| 2021-2022             | Huddersfield Town     | CH                    | 11          | 0           | 0           | 3               | 0               | 0               | -                 | -                 | -                 | -                              | -                              | -                              | -                              | 14    | 0     | 0     |
| Sous-total            | Sous-total            | Sous-total            | 48          | 2           | 4           | 6               | 0               | 0               | 0                 | 0                 | 0                 | -                              | 0                              | 0                              | 0                              | 54    | 2     | 4     |
| 2022-2023             | Olympiakos            | Superleague Elláda    | -           | -           | -           | -               | -               | -               | -                 | -                 | -                 | -                              | -                              | -                              | -                              | 0     | 0     | 0     |
| Sous-total            | Sous-total            | Sous-total            | 0           | 0           | 0           | 0               | 0               | 0               | 0                 | 0                 | 0                 | -                              | 0                              | 0                              | 0                              | 0     | 0     | 0     |
| Total sur la carrière | Total sur la carrière | Total sur la carrière | 132         | 6           | 4           | 8               | 0               | 0               | 0                 | 0                 | 0                 | -                              | 4                              | 0                              | 3                              | 144   | 6     | 7     |